# Pióra pudrowe

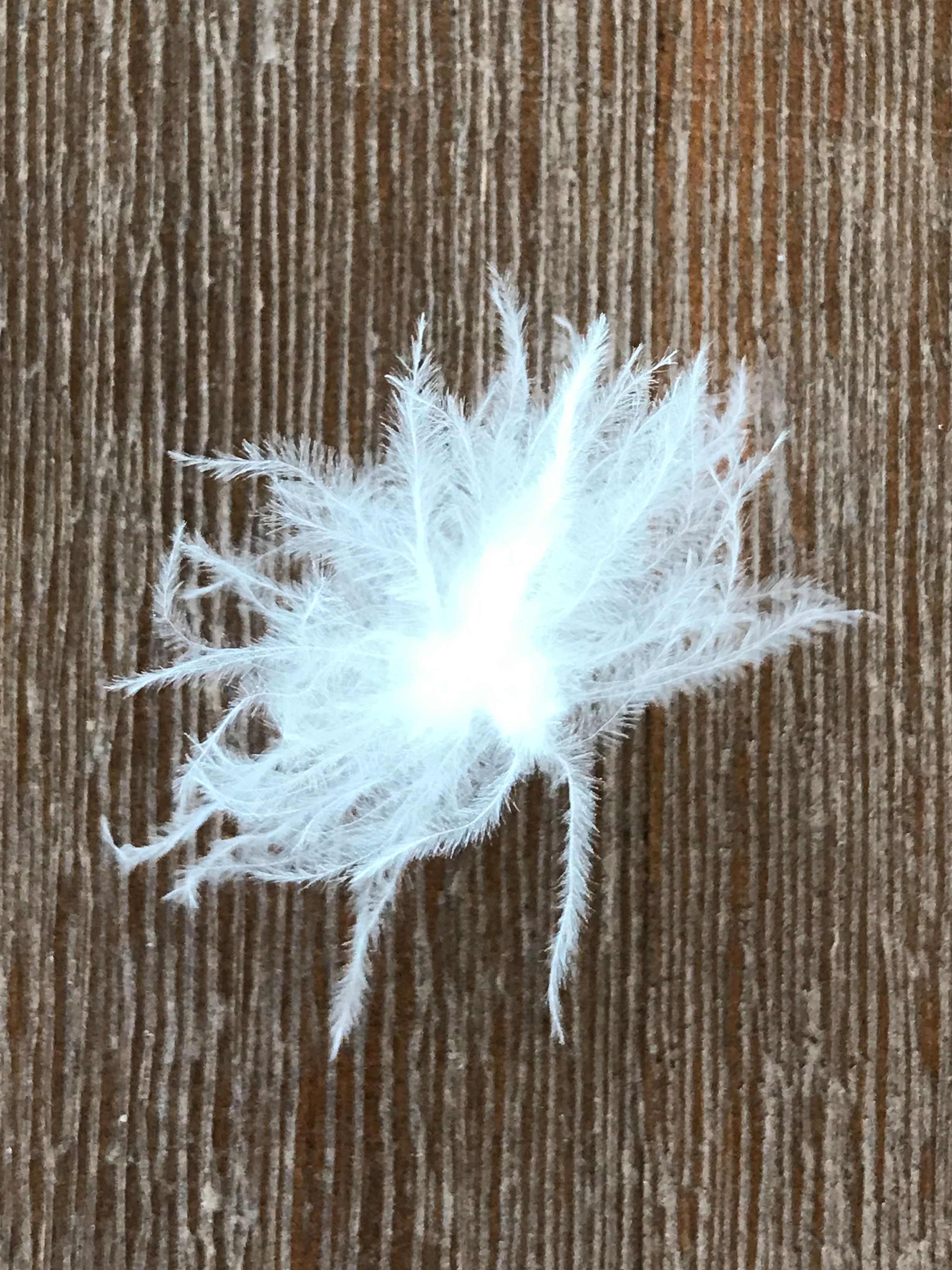
Pióro pudrowe kakadu małej

Pióra pudrowe – kruche pióra służące do pielęgnacji innych piór. Ptak rozkrusza je dziobem, rozprowadzając powstały puder w po ciele (zwłaszcza w brudnych miejscach), chroniąc w ten sposób pióra konturowe przed wilgocią. Wyrastają one pomiędzy innymi piórami lub na oddzielnych częściach ciała. Struktura piór pudrowych przypomina w większości przypadków strukturę piór puchowych.
Szczególnie obfitą ilość pudru wytwarzają pióra czapli. U niektórych ptaków (np. gołębi) puder nie jest wytwarzany przez pióra pudrowe, tylko przez puchową część piór konturowych.